# Hans Leonhard Schäuffelin

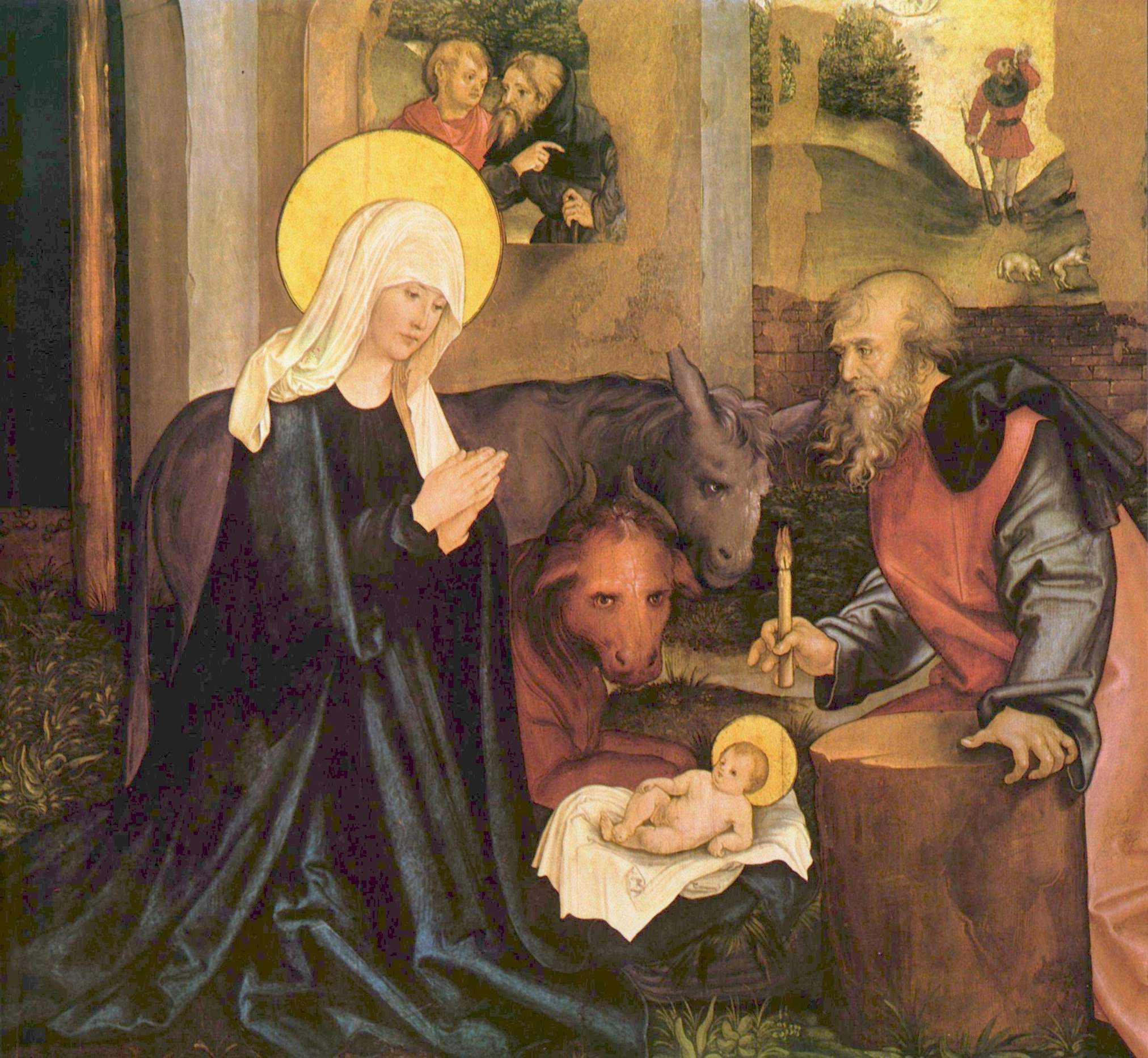
Nativité de Hans Leonhard Schäuffelin (Hambourg).

Hans Leonhard Schäufelin, né vers 1482/1483 et mort à Nördlingen vers 1539/1540, est un peintre et graveur du Saint-Empire romain germanique, qui fut actif à Nuremberg, Augsbourg et Nördlingen.

## Graphie du nom
La graphie du nom de l’artiste est très variable. On trouve aussi bien Schauffele que Schäufelein ou Schäuffelein ou Scheifelin ou Schenfelein ou Schenflein ou Schoyffelin.

## Éléments biographiques
Le lieu de naissance et de formation d'Hans Leonhard Schäufelin n'est pas connu. Vers 1503, il entra comme compagnon dans l'atelier d’Albrecht Dürer, et où il demeura jusqu'en 1507. L'art de Dürer eut une importance déterminante sur son propre style artistique.
Il eut un fils, Hans Schäuffelin dit le Jeune. Probablement né à Nördlingen après 1515 et mort à Fribourg (en Suisse) vers 1582, Hans Schäuffelin le Jeune fut également peintre et dessinateur, mais sa renommée n’atteignit pas celle de son père.
Vers 1505, il commença à marquer ses oeuvres de son monogramme « HS » accompagnait d'une petite pelle (schaufel en allemand).

## Œuvres (choix)

### Peintures
- Peinture du Retable d’Ober-Sankt-Veit (d'après des modèles de l'atelier de Dürer)[3]
- Le Siège de Bethulie, fresque, Hôtel de Ville de Nördlingen
- Histoire de Judith, Nördlingen
- Retable Ziegler, Nördlingen
- La Cène, cathédrale d’Ulm
- Le Christ mort, cathédrale de Nuremberg
- Descente de Croix, église Saint-Georges, Nuremberg